# Naturschutzgebiet Medebach-Frauenbruch

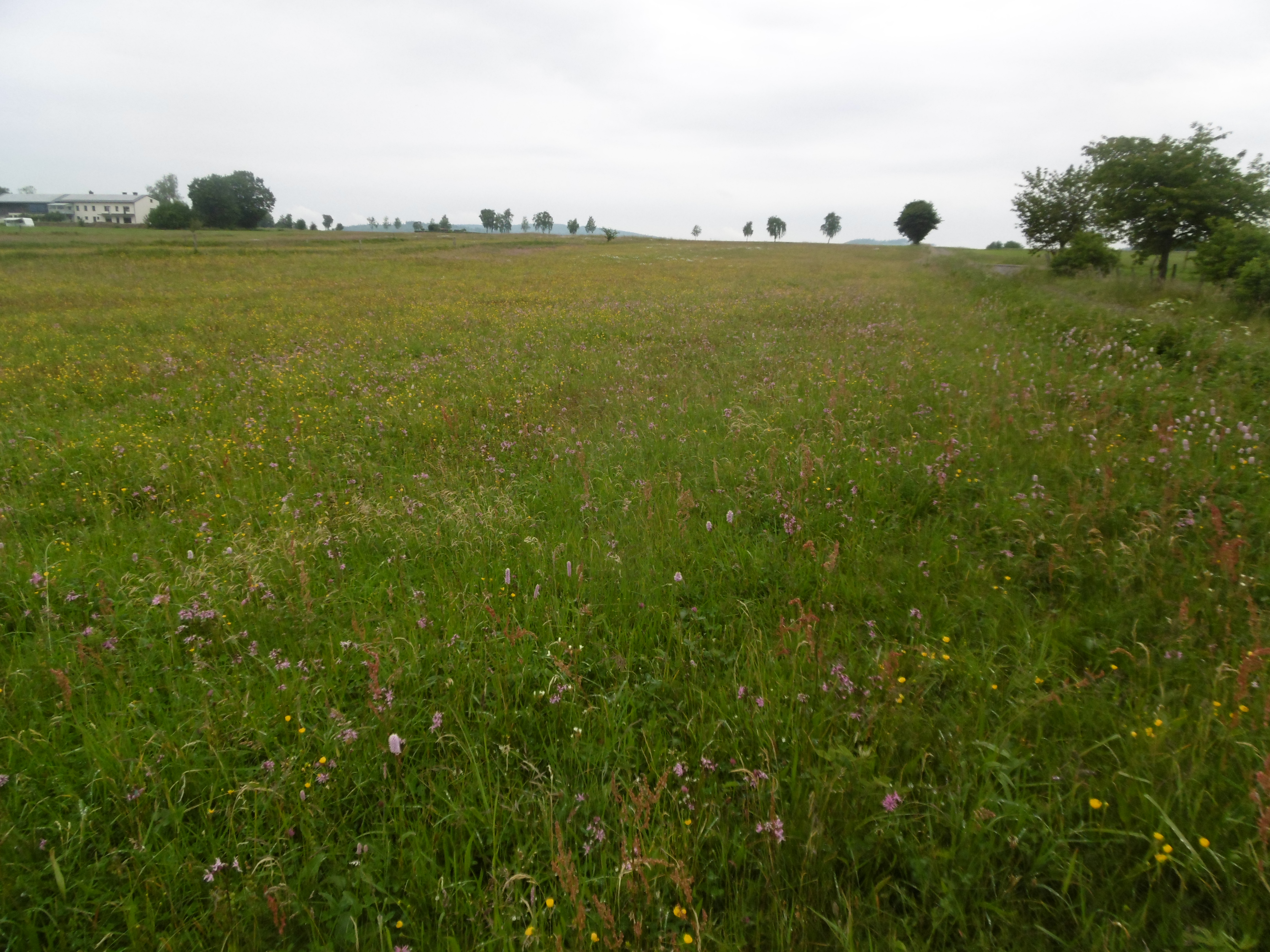
Bereich Pitzfeld im Besitz der NRW-Stiftung

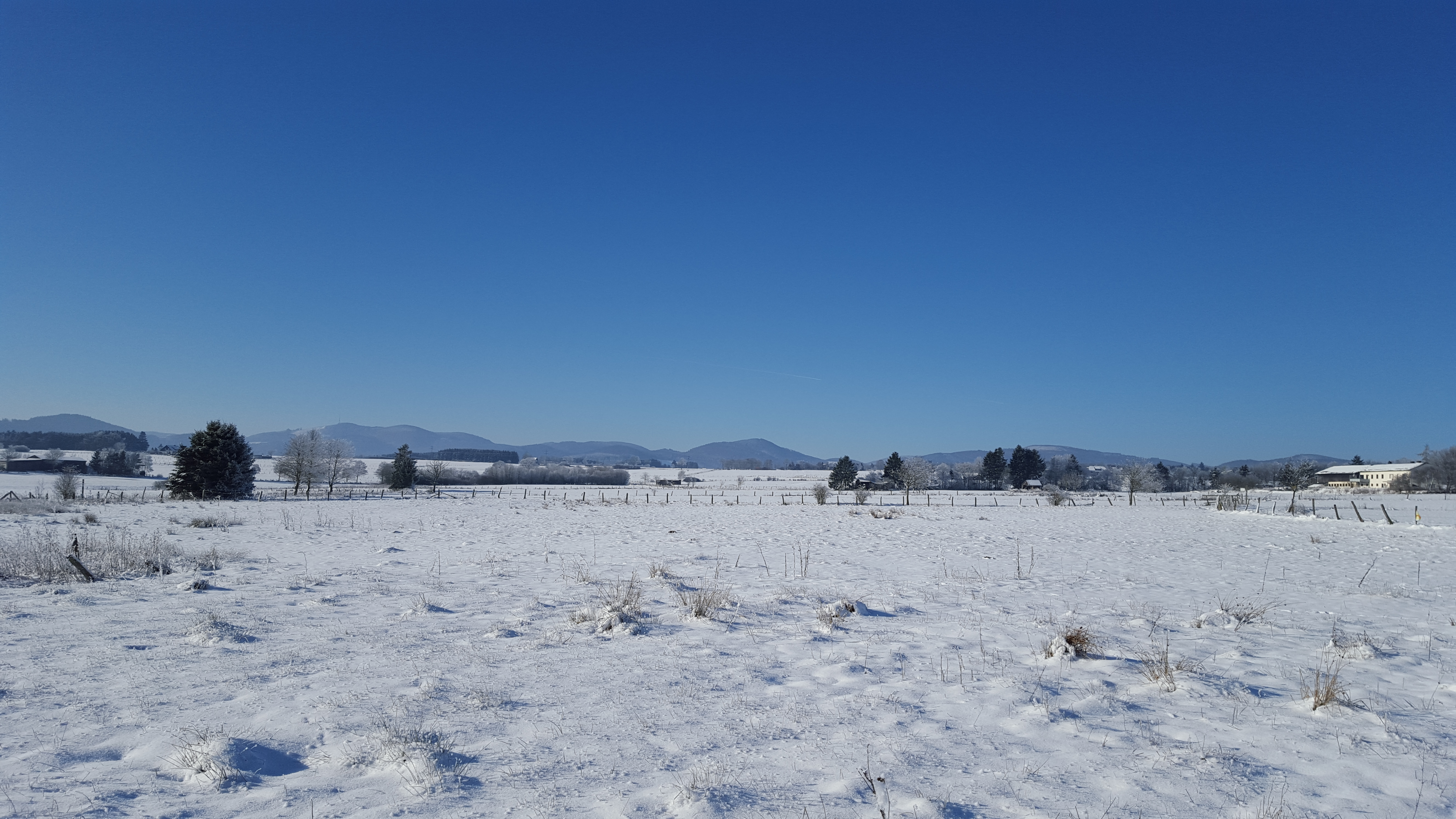
Bereich Piezfeld im Naturschutzgebiet Medebach-Frauenbruch im Winter

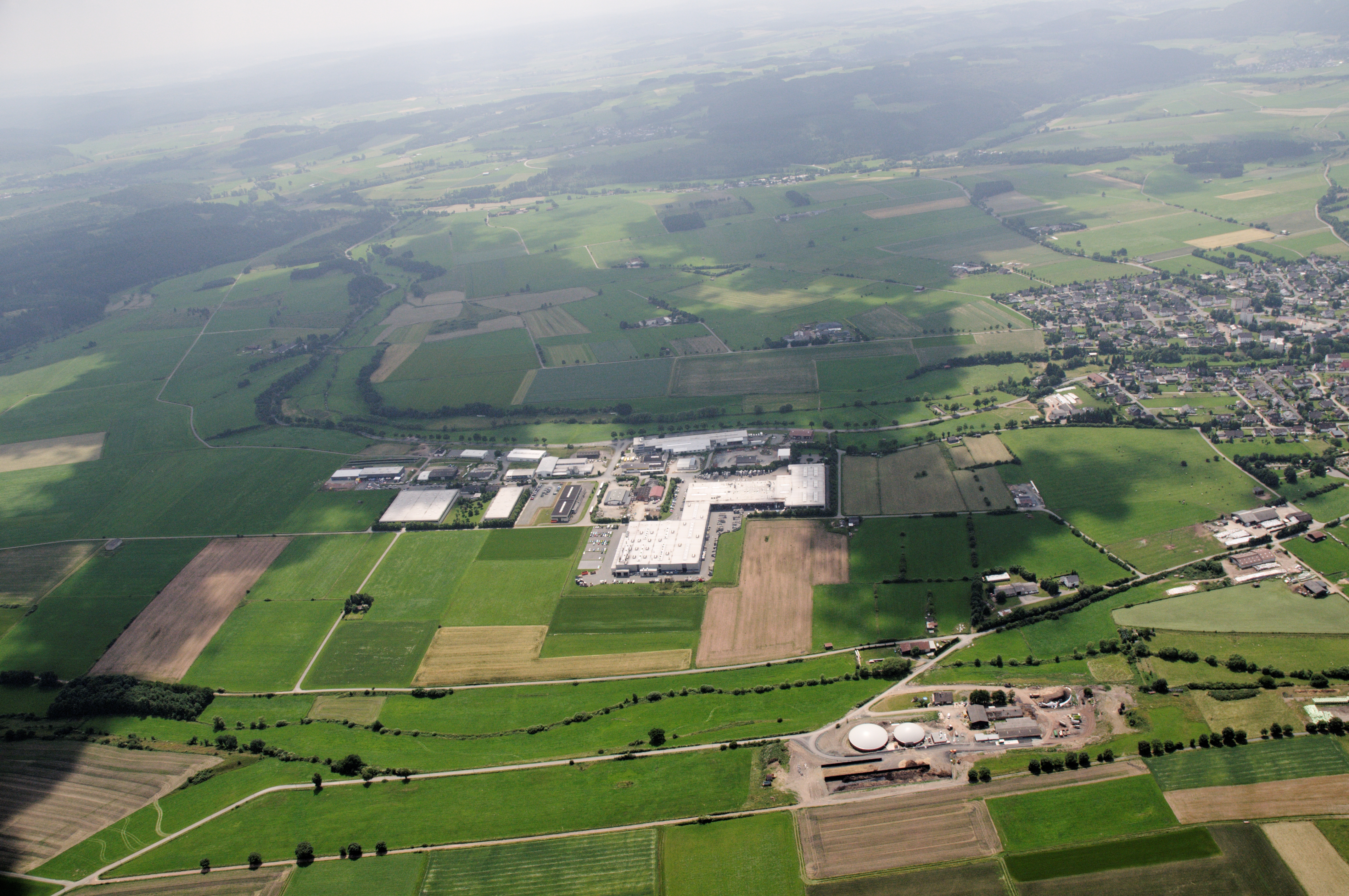
Naturschutzgebiet Medebach-Frauenbruch oberhalb des Industriegebietes von Norden

Das Naturschutzgebiet Medebach-Frauenbruch mit einer Größe von 46,87 ha liegt südöstlich von Medebach. Es wurde 2003 mit dem Landschaftsplan Medebach durch den Hochsauerlandkreis als Naturschutzgebiet (NSG) ausgewiesen. Das NSG ist Teil des Europäischen Vogelschutzgebiets Medebacher Bucht und des FFH-Gebietes Waldreservat Glindfeld-Orketal (DE 4817-304). Es liegt westlich der Landesstraße 740.

## Gebietsbeschreibung
Im NSG befinden sich Teile des Medebachtals, der Frauenbruch und das Pitzfeld. Das gesamte NSG wird von Grünland eingenommen. Im Bereich Frauenbruch und Piezfeld befinden sich feuchte und nasse Grünlandflächen. Beim Grünland handelt es sich teilweise um Glatthafer-Wiesen, Wiesenknopf-Silgenwiesen und Sumpfdotter-Wiesen.

## Tier- und Pflanzenarten im NSG
Im NSG wurden die Tierarten Amsel, Bachstelze, Elster, Feldlerche, Feldschwirl, Gebirgsstelze, Goldammer, Heckenbraunelle, Kiebitz, Neuntöter, Raubwürger, Rohrammer, Schwarzkehlchen, Sumpfrohrsänger, Turteltaube, Wacholderdrossel, Wachtel, Wasseramsel, Wiesenpieper, Zaunkönig und Zwergschnepfe nachgewiesen. Früher kam auch das Braunkehlchen im Bereich Pitzfeld als Brutvogel vor.
Das Landesamt für Natur, Umwelt und Verbraucherschutz Nordrhein-Westfalen dokumentierte im Schutzgebiet Pflanzenarten wie Acker-Minze, Acker-Witwenblume, Bachbunge, Bitteres Schaumkraut, Bittersüßer Nachtschatten, Blutwurz, Breitblättriger Thymian, Breitblättriger Rohrkolben, Breitblättriges Knabenkraut, Brennender Hahnenfuß, Doldiges Habichtskraut.

## Schutzzweck
Das NSG wurde zum Schutz des Grünlandes ausgewiesen. Wie bei allen Naturschutzgebieten in Deutschland wurde in der Schutzausweisung darauf hingewiesen, dass das Gebiet „wegen der Seltenheit, besonderen Eigenart und Schönheit des Gebietes“ zum Naturschutzgebiet erklärt wurde. Als Hauptschutzgrund wird die Erhaltung und Wiederherstellung der Biotoptypen und der Schutz von Flora und Fauna im Gebiet benannt. Zur Sicherung der Kohärenz und Umsetzung des europäischen Schutzgebietssystems Natura 2000.

## Schutzmaßnahmen
Teile der Flächen Bereich Pitzfeld gehören der NRW-Stiftung. Vom Verein für Natur- und Vogelschutz im Hochsauerlandkreis (VNV) und der Biologischen Station Hochsauerlandkreis wurden im Gebiet mehrfach Schutzmaßnahmen durchgeführt. Im Bereich Pietzfeld im NSG kaufte die Nordrhein-Westfalen-Stiftung Naturschutz, Heimat- und Kulturpflege ab 1990 12,40 ha Land an, welche vom Verein für Natur- und Vogelschutz im Hochsauerlandkreis betreut werden.